# Ⳃ
Cette page contient des caractères spéciaux ou non latins. S’ils s’affichent mal (▯, ?, etc.), consultez la page d’aide Unicode.
Ⳃ (minuscule : ⳃ), appelé chaï à croix, est une lettre de l’alphabet copte utilisée dans l’écriture du dialecte i (proto-lycopolitain) du copte copte.

## Utilisation
Le chaï à croix a été utilisé en dialecte i (proto-lycopolitain) du copte, notamment dans   l’Ascension d’Isaïe,.

## Représentations informatiques
Le chaï à croix peut être représenté à l’aide des caractères Unicode (Grec et copte) suivants :
| lettres   | représentations | chaînes de caractères | points de code | descriptions                |
| --------- | --------------- | --------------------- | -------------- | --------------------------- |
| majuscule | Ⳃ               | Ⳃ                     | U+03E2         | lettre majuscule copte chaï |
| minuscule | ϣ               | ⳃ                     | U+03E3         | lettre minuscule copte chaï |

## Sources
- (en) Michael Everson et Stephen Emmel, Revision of the Coptic block under ballot for the BMP of the UCS (no L2/04-130, N2744) (lire en ligne)
- (en) Rodolphe Kasser, « La ‘Genève’ 1986 : une nouvelle série de caractères typographiques coptes, protocoptes et vieux-coptes créée à Genève », Bulletin de la Société dʼÉgyptologie de Genève, vol. 12,‎ 1988
- (en) Rodolphe Kasser, « A standard system of sigla for referring to the dialects of Coptic », Journal of Coptic Studies, vol. 1,‎ 1990
- Pierre Lacau, « Fragments de l’Ascension d’Isaïe en copte », Muséon, vol. 59,‎ 1945-1946, p. 453-467